# Romanyol nyelv
A romanyol vagy romagnol, romagnai nyelv (rumagnòl, rumagnôl) az emilián–romanyol nyelv nyugati változata, Romagna történelmi régió és San Marino nyelve. Az emilián és romanyol nyelvváltozatok a galloitáliai nyelvek közé tartoznak. A romanyol külön nyelvkódot kapott a Nemzetközi Szabványügyi Szervezettől.

## Nyelvjárások
A romanyol nyelv csak két nagyobb dialektusra, az észak- és dél-romanyolra oszlik (utóbbit használják San Marinóban), ugyanakkor mindkét dialektusnak meg vannak a saját alnyelvjárásai. A szomszédos alnyelvjárások kontinuumot alkotnak egymás között, az egymástól távolabb levők között a kölcsönös érthetőség gyakran gyenge. A sanmarinói romanyol beszélői jól megértik a Santerno mentén élő romanyolokat, míg a Sillaro folyótól délre már kevésbé.
Forlì (romanyolul Furlè) városának dialektusa egyfajta központi szerepet tölt be a romanyol nyelvterületen.
Délromanyol nyelvjárást beszélnek még Marche régióban, Pesaro és Urbino megyében, akadnak viszont, akik szerint ez egy külön újlatin nyelv, mely állítás vitatott.

## Története
A romanyol nyelvvel először Dante Alighieri foglalkozott De vulgari eloquentia c. 1302 táján keletkezett esszéjében, s összehasonlította a toszkán nyelvjárással, melyet ő jobb-nak talált a romagnaihoz képest. Adriano Banchieri 1629-ben kelt Discorso della lingua Bolognese c. értekezésében elvetette Dante érvelését, s ő az emilián nyelv bolognai nyelvjárása mellett foglalt állást.
Az első romanyol nyelvű könyv Bernardino Gatti 1502-es Sonetto romagnolo c. műve volt, amelyben a romanyol keveredett az olasz nyelvvel.
Tisztán romanyol nyelvű alkotás az Orlando Furioso c. olasz hősköltemény alapján íródott verses mű, az E Pvlon matt. Cantlena aroica a 16. század végéről.
Az első híresebb romanyol költő Pietro Santoni volt, aki Vincenzo Monti olasz költő és drámaírónak volt a tanára.
1840-ben Antonio Morri kiadta Faenzában az első romanyol-olasz szótárat.
A romanyol irodalom a 20. században élte virágkorát, noha a Mussolini-rezsim igyekezett elnyomni. Ekkor számos könyv, verseskötet, színdarab látott napvilágot Raffaello Baldini, Tonino Guerra, Olindo Guerrini, Aldo Spallicci vagy Checco Guidi tollából (utóbbi a sanmarinói romanyol képviselője).
Luigi Soldati, Filippo Monti és Gianfranco Bendi lefordították Dante Isteni színjátékát romanyol nyelvre. A 19. és 21. század között a Biblia néhány könyvét is lefordították már romanyolra.
Folyamatban van önálló emilián és külön romanyol wikipédia létrehozása is.

## Hangtan

### Magánhangzók
|          | Elülső | Középső | Hátsó |
| -------- | ------ | ------- | ----- |
| Magas    | i      |         | u     |
| Közép    | e      | (ə~ɐ)   | o     |
| Közép    | ɛ      | (ə~ɐ)   | ɔ     |
| Alacsony |        | a       |       |

| Jel | Hangérték |
| --- | --------- |
| ê   | [eə̯]      |
| ô   | [oə̯]      |
| ë   | [ɛə̯]      |
| ö   | [ɔə̯]      |

| Jel | Hangérték |
| --- | --------- |
| ã/â | [ə̃]       |
| ẽ   | [ɛ̃]       |
| õ   | [õ]       |

### Mássalhangzók
|          | Ajak | Interdentális | Dentális/ Fogmederhang | Kakuminális | Fogmedermögötti | Palatális | Veláris |
| -------- | ---- | ------------- | ---------------------- | ----------- | --------------- | --------- | ------- |
| Orr      | m    |               | n                      |             |                 | ɲ         | (ŋ)     |
| Zár      | p b  |               | t d                    |             |                 |           | k ɡ     |
| Dörzs    |      |               |                        |             | t͡ʃ d͡ʒ           |           |         |
| Rés      | f v  | θ ð           | (s z)                  | ʂ ʐ         |                 |           |         |
| Oldalsó  |      |               | l                      |             |                 | ʎ         |         |
| Pergő    |      |               | r                      |             |                 |           |         |
| Közelítő |      |               |                        |             |                 | j         | w       |

## Használata
Használata erősen visszaszorult. Mintegy egymillió beszélője közül alig 430 ezer az anyanyelvi beszélők száma.